# 센타우루스자리 제타
센타우루스자리 제타(Zeta Centauri)는 센타우루스자리에 있는 별이다. 이 별의 고유 명칭은 알나이르 또는 알 나이르 알 바튼으로, 이는 아랍어로 '복부에서 가장 밝은 별'이라는 뜻이다.
이 별은 분광쌍성으로, 반성은 주성을 8일에 1회 공전하며 궤도 이심률은 0.5에 이른다.

## 참고 문헌
- A. C. Maury, 1922, "The Orbit of the Spectroscopic Binary ζ Centauri", Harvard College Observatory Circular, vol. 233.